# Tyler Adams
Pour les articles homonymes, voir Adams.
Tyler Adams, né le 14 février 1999 à New York (État de New York), est un joueur international américain de soccer qui évolue au poste de milieu de terrain à l'AFC Bournemouth.

## Biographie

### Jeunesse
En 2010, Tyler Adams rejoint l'académie des Red Bulls de New York et y évolue dans les catégories U13, U14 et U16 avant de devenir professionnel.

### Carrière en club

#### Red Bulls II de New York
Le 19 mars 2015, Tyler Adams signe un contrat avec les New York Red Bulls II. Le 4 avril 2015, il fait ses débuts avec les Red Bulls II contre le Toronto FC II (victoire 4-1). Lors des séries éliminatoires de la saison 2016 de USL, Tyler Adams participe à la victoire 5-1 contre les Rangers de Swope Park.

#### Red Bulls de New York
Le 23 juillet 2015, Tyler Adams fait ses débuts avec l'équipe première des Red Bulls de New York lors d'un match amical contre Chelsea FC. Il inscrit le deuxième but du match, devançant sur une tête Asmir Begović à la 69e minute. Le 3 novembre 2015, Tyler Adams signe son premier contrat avec l'équipe première des Red Bulls de New York. Le 13 avril 2015, il connait ses premières minutes en Major League Soccer en étant titulaire contre les Earthquakes de San José. Il retourne par la suite en prêt aux Red Bulls II pour le reste de la saison 2016. Le 27 septembre 2017, Tyler Adams inscrit ses deux premiers buts lors d'un match nul 3-3 contre D.C. United.

#### RB Leipzig
Le 1er janvier 2019, Tyler Adams rejoint officiellement le RB Leipzig. Le 27 janvier 2019, il fait ses débuts en Bundesliga contre le Fortuna Düsseldorf. La rencontre se termine par une victoire 4-0. Le 16 février 2019, Tyler Adams délivre sa première passe décisive en championnat contre le VfB Stuttgart lors d'une victoire 3-1. Après une blessure à l'aine, il fait son retour avec l'équipe contre le FC Augsbourg. Le RB Leipzig remporte le match sur le score de 3-1. Le 10 mars 2020, Tyler Adams joue ses premières minutes en Ligue des champions lors du match retour contre Tottenham Hotspur FC après avoir remplacé Nordi Mukiele à la suite d'une blessure à la tête. Le 13 août 2020, il inscrit le but de la qualification en demi-finale de Ligue des champions face à l'Atlético de Madrid, ce qui offre une première demi-finale au RB Leipzig en seulement onze ans d'existence.

#### Leeds United
Le 6 juillet 2022, il signe un contrat de cinq ans en faveur de Leeds United, soit jusqu'en 2027,.

#### AFC Bournemouth
Le 20 août 2023, Tyler Adams s'engage en faveur de l'AFC Bournemouth en paraphant un contrat de cinq ans, soit jusqu'en 2028,.

### Carrière internationale
De 2016 à 2017, Tyler Adams représente l'équipe des États-Unis des moins de 20 ans. Il participe avec cette sélection à la coupe du monde des moins de 20 ans en 2017. Il joue cinq matchs durant ce tournoi, tous en tant que titulaire.
En juin 2019, Tyler Adams est appelé pour disputer la Gold Cup 2019. Il est contraint de se retirer en raison d'une blessure.
Le 14 novembre 2017, Tyler Adams honore sa première sélection avec l'équipe nationale des États-Unis, en amical contre le Portugal. Il est titulaire ce jour-là, et les deux équipes se séparent sur un match nul (1-1). Il inscrit son premier but en sélection face au Mexique lors d'un match amical le 12 septembre 2018. Titulaire, il marque le seul but de la rencontre, et donne ainsi la victoire aux siens.
Le 9 novembre 2022, il est sélectionné par Gregg Berhalter pour participer à la Coupe du monde 2022.

## Statistiques
| Saison                | Club                  | Championnat           | Championnat | Championnat | Coupe(s) nationale(s) | Coupe(s) nationale(s) | Compétition(s) continentale(s) | Compétition(s) continentale(s) | Compétition(s) continentale(s) | Séries | Séries | Total | Total |
| Saison                | Club                  | Division              | M.          | B.          | M.                    | B.                    | Comp.                          | M.                             | B.                             | M.     | B.     | M.    | B.    |
| 2016                  | Red Bulls de New York | MLS                   | 1           | 0           | 0                     | 0                     | LCC                            | 3                              | 0                              | -      | -      | 4     | 0     |
| 2017                  | Red Bulls de New York | MLS                   | 24          | 2           | 5                     | 0                     | -                              | -                              | -                              | 3      | 0      | 32    | 2     |
| 2018                  | Red Bulls de New York | MLS                   | 27          | 0           | 1                     | 0                     | LCC                            | 6                              | 1                              | 4      | 0      | 38    | 1     |
| Sous-total            | Sous-total            | Sous-total            | 52          | 2           | 6                     | 0                     | -                              | 9                              | 1                              | 7      | 0      | 74    | 3     |
| 2018-2019             | RB Leipzig            | Bundesliga            | 10          | 0           | 2                     | 0                     | -                              | -                              | -                              | -      | -      | 12    | 0     |
| 2019-2020             | RB Leipzig            | Bundesliga            | 14          | 0           | 0                     | 0                     | C1                             | 3                              | 1                              | -      | -      | 17    | 1     |
| 2020-2021             | RB Leipzig            | Bundesliga            | 27          | 1           | 4                     | 0                     | C1                             | 6                              | 0                              | -      | -      | 37    | 1     |
| 2021-2022             | RB Leipzig            | Bundesliga            | 24          | 0           | 4                     | 0                     | C1+C3                          | 5+4                            | 0                              | -      | -      | 37    | 0     |
| Sous-total            | Sous-total            | Sous-total            | 75          | 1           | 10                    | 0                     | -                              | 18                             | 1                              | -      | -      | 103   | 2     |
| 2022-2023             | Leeds United          | Premier League        | 22          | 0           | 3                     | 0                     | -                              | -                              | -                              | -      | -      | 25    | 0     |
| Total sur la carrière | Total sur la carrière | Total sur la carrière | 149         | 3           | 19                    | 0                     | -                              | 27                             | 2                              | 7      | 0      | 202   | 5     |

## Palmarès
- Vainqueur du championnat de la CONCACAF des moins de 20 ans en 2017 avec l'équipe des États-Unis des moins de 20 ans.